# Sundsvall–Torpshammars Järnväg
Sundsvall-Torpshammars Järnväg, STJ, var en smalspårig 1067 mm järnväg mellan Sundsvall och Torpshammar. Den byggdes av Sundsvalls Järnvägsaktiebolag.

## Historia
Innan järnvägen byggdes fanns det en handelsled mellan Sundsvall via Bräcke till Östersund och vidare till Trondheim. I slutet på 1850-talets började det att investeras i leden. En kanal, Stöde kanal mellan Stödesjon och Torpsjön blev färdig 1870 men trafiken upphörde 1877 efter att STJ öppnade. I april 1870 började planering för fortsättningen av stambanorna genom Norrland. Det fanns olika förslag på hur Stambanan genom Norrland skulle dras mellan slutstationen Storvik på Norra stambanan och Sollefteå. Ett av förslagen var via Torpshammar. Torpshammar ligger ungefär mitt emellan Sundsvall och Norra stambanans station vid Ånge, och staten beslutade att bygga halva sträckan Torpshammar-Ånge och att lokala intressenter fick bekosta och bygga den andra delen Sundsvall-Torpshammar. Normalt fick lokala intressenter helt bekosta och bygga anslutningar till stambanor, men här valde staten att bekosta och bygga halva sträckan.
Sundsvalls Järnvägsaktiebolag bildades 1872 av Sundsvalls stad, Östersunds stad, Jämtlands landsting och privata investerare. Sundsvalls Järnvägsaktiebolag fick koncession den 12 januari 1872 på en 1067 mm smalspårig banan, Sundsvall-Torpshammars Järnväg, mellan Sundsvall och Torpshammar där den skulle ansluta till den planerade smalspåriga Norra stambanan. Bolaget erhöll ett statslån på 1 494 000 kr. Enligt riksdagsbeslut mellan 1873 och 1877 byggdes Norra stambanan som en normalspårig bana till Ånge. Norrländska tvärbanan byggdes också normalspårig mellan Torpshammar och Ånge och vidare till Östersund/Storlien. STJ:s finansiärer ansåg att det var för kostsamt att bygga normalspår och fortsatte med smalspårsplanen. Huvudlinjen 57 km byggdes mellan Sundsvall och Torpshammar. Huvudlinjen öppnades för allmän trafik under hösten 1874, Sundsvall-Nedansjö den 1 augusti 1874 och Sundsvall-Torpshammar den 1 november 1874. Torpshammar blev omlastningsstationen mellan smalspåret och normalspåret.
Det byggdes en bibana på 3 km till Matfors från Vattjoms station som förlängdes med 1 km till Runsvik vid Ljungan för timmerlastning.  Bibanan öppnades för godstrafik den 1 augusti 1874 och allmän trafik den 13 juli 1875.
Den 31 maj 1875 hade STJ 2 lok från engelska Manning Wardle och 2 lok från den belgiska firman Saint Léonard. Senare anskaffades ytterligare lok från Nydqvist & Holm AB. Vid samma tidpunkt fanns det tio personvagnar, tio täckta godsvagnar och 78 öppna godsvagnar varav fyra timmervagnar. De första tre personvagnarna levererades från Mohögs Mekaniska verkstad och de följande sju från Göteborgs mekaniska verkstad.
För godstrafiken anskaffades en hisskran till Nedansjö där det fanns ett uppfordringsverk för att ta upp flottat virke från Ljungan.[källa behövs]  Intäkterna, kom när järnvägen öppnades, till mer än 2/3 från godstrafiken.
Sträckan Sundsvall-Torpshammar köptes av Svenska staten för 3,6 miljoner kronor 1885. Efter att staten blev ägare byggdes järnvägen om till normalspår och utgjorde den ostligaste delen av Norrländska tvärbanan. Inget av det rullande materialet ingick i köpet. Inte heller bibana ingick i köpet utan Sundsvalls Järnvägsaktiebolag bildade järnvägen Matfors-Vattjoms Järnväg.

## Nutid
Sträckan är del av nuvarande Mittbanan mellan Sundsvall och Storlien.